# Atsushi Fujimoto
Atsushi Fujimoto, född den 4 oktober 1977, är en japansk idrottare som tog brons i baseboll vid olympiska sommarspelen 2004 i Aten.